# 파주출판도시

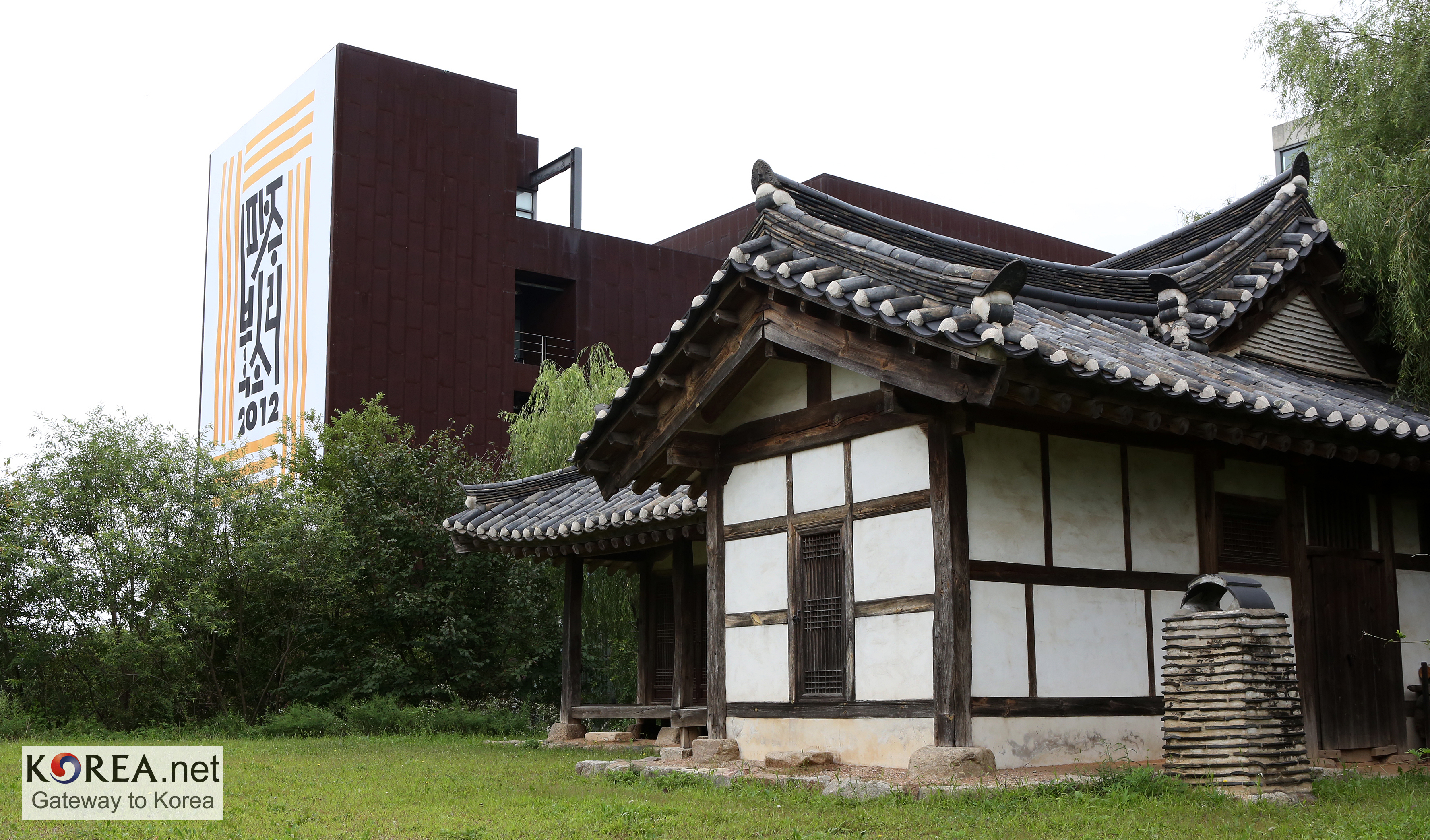
파주출판도시

파주출판도시 또는 파주출판문화정보산업단지는 경기도 파주시 문발동, 산남동, 서패동, 신촌동 일대에 조성된 출판, 인쇄, 디자인, 출판유통 등을 주요 업종으로 하는 기업이 모여있는 국가산업단지이다. 1단계 조성 면적은 874,089m2이며, 2단계 조성 면적은 686,666m2이다. 현재 1단계는 완성된 상태이며 2단계 조성 중이다.

## 특징
입주 기업과 업종의 특성이 지식 정보 집약 산업이어서 관리 권한이 여타 산업단지와는 달리 산업통상자원부에 있지 않고 문화체육관광부에 있다. 또한 입주 기업들의 협동조합이 그 근간이 되었는데, 출판도시입주기업협의회는 인간성 회복을 위한 공동성의 실현이라는 가치를 담을 수 있는 공간을 계획하였다. 현재 파주출판도시는 산업단지로서의 역할뿐 아니라 여타 산업단지와는 구별되는 다양한 모습과 기능을 담당하고 있다. 서울 마포구에서 자유로를 통해 통상 30분 이내에 도착할 수 있다.  

## 업종
출판, 인쇄, 디자인, 출판유통, 방송, 영화, 전시 업종 등이 입주해 있다. 2010년대 이후 출판문화를 중심으로 카페, 공원 및 문화예술 관광과 연계되고 있다. 특히 20만권 이상의 장서를 가지고 있는 북카페 '지혜의 숲'은 연인들의 서울근교 데이트 코스로도 이름을 알리고 있다. 2022년에는 파주시 주도로 복합문화센터가 건립되어 근로자 및 거주자들을 위한 문화, 체육, 편의시설이 확충될 전망이다.

## 개요
1989년 준비위를 구성하여 추진이 시작되었으며, 1993년 지금의 자유로변의 부지를 선정과 1994년 문화산업에 대한 정부의 지원 의지가 더해지며 사업에 속도가 나기 시작했다. 1994년 9월 사업계획이 확정되었으며, 1997년 3월 국가 산업단지로 지정, 고시하기에 이른다. 1998년 1월 실시 계획 승인, 고시에 이어 8월에는 시범지구에 대한 용지 분양 계약이 체결되었다. 현재 1단계 부지에 출판, 인쇄, 출판유통 등 300개 사가 입주해있으며 연간매출액은 1조 2,000억, 고용인원은 약 8,000명이다.

## 주요 행사와 시설
- 어린이책잔치(매년 봄)
- 파주북소리(매년 가을)
- 아시아출판문화정보센터
- 게스트하우스 지지향
- 열린도서관 지혜의숲
- 메가박스
- 출판사 직영 서점과 북카페, 헌책방, 갤러리 다수

## 같이 보기
- 출판도시문화재단
- 출판도시입주기업협의회